# Матвеевка (Николаев)

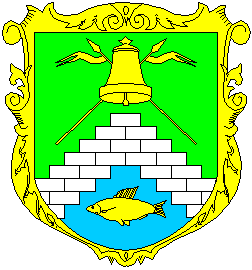
Герб посёлка Матвеевка, был утверждён 25 января 1996 г. После включения Матвеевки в черту Николаева 15 ноября 1996 г. утратил актуальность

Матве́евка (укр. Матвіївка) — микрорайон в составе Центрального района города Николаева, Украина. В прошлом был посёлком городского типа в составе Новоодесского района.
Почтовый индекс — 54048. Занимает площадь ок. 8 км². В середине 1960-х годах население Матвеевки составляло 950 чел., в 1970-х — уже 5800 чел.
В двух километрах от Матвеевки расположен международный аэропорт «Николаев». Рядом запроектировано строительство северо-западного участка объездной дороги Николаева.

## Физико-географическая характеристика

### Географическое положение
Матвеевка находится на юге степной зоны Украины. Микрорайон расположен на Кугаёвой балке, на левом берегу реки Южный Буг. Территория микрорайона составляет около 8 км².

### Климат
Матвеевка лежит в области степей. Климат умеренно континентальный. Лето жаркое, ветреное, с частыми суховеями. Зима малоснежная, сравнительно нехолодная. Максимум осадков летом, выпадают преимущественно в виде ливней.

## История
В окрестностях Матвеевки найдены остатки поселений катакомбной культуры эпохи бронзы (II тысячелетие до н. э.) и античного времени (V—IV вв. до н. э.).
До 1778 года на территории Матвеевки находилась казацкая станица Червона Слобода, которая находилась сначала в составе Бугогардовской паланки, а затем — в составе Бугского казачьего войска. Существуют три версии происхождения её названия: красные шапки казаков; высаженная в Кугаёвой балке красная калина; расположенные тогда вокруг станицы поля, богатые на красные маки.
Впервые населённый пункт под нынешним названием упоминается в документах 1778 года. Согласно административно-территориальному делению Херсонской губернии за 1886 год, Матвеевка входила в состав Гурьевской волости Херсонского уезда. В это время на селе было 365 хозяйств, где жило 2108 человек. В 1916 году в Матвеевке было 482 хозяйства, где жили 2783 человека.
Советская власть была установлена в январе 1918 года. 6 августа 1919 года с приближением деникинцев в селе вспыхнул кулацкий бунт, во время его подавления погибли 26 николаевских коммунистов и беспартийных, в том числе участник революционного подполья Я. В. Бондаренко.
В 1920 году, количество домохозяйств на селе составило 549, населення — 3085 человек. После голодных 1921—1923 годов, уже в 1926 году на селе жили лишь 2626 человек.
В 1921 году на селе организованы три ТОЗа — «Хлібороб», «Червоний орач», «Чумак», а в 1922 году — первая артель «Незаможник».
На фронтах Великой Отечественной войне сражались 520 жителей села, из них 211 погибли. Орденами и медалями СССР были награждены более 500 человек. В 1969 году в центре Матвеевки на братской могиле солдат, погибших в бою за освобождение села от немецких оккупантов, установлена стела.
В период временной оккупации села немцами здесь действовала группа подпольщиков в составе 11 человек. В неё входили А. А. Бандурка, В. К. Бандурка, Ф. П. Безушко (расстреляны немцами в 1943 году) и другие.
В 1963 году в селе появилось электричество. Тогда Матвеевка ещё исторически делилась на Греческую, Польскую и Ховрашево.
В конце 1980-х годов село переноминировано в посёлок городского типа, а в 1996 году пгт включён в городскую черту Николаева.

## Экономика
Экономическая отрасль микрорайона представлена Николаевским сельскохозяйственно-рыбоводным предприятием.

## Транспорт
От региональной автомобильной дороги Р-06 в Матвеевку ведёт областная автомобильная дорога О-151618. Грунтовой дорогой микрорайон связан с посёлком Баловное Новоодесского района. К северу от Матвеевки расположен международный аэропорт Николаев. Маршрутное такси и автономный троллейбус — единственный вид транспортного сообщения с центром города.

## Образование
В 1886 году в селе работала земская школа, в которой учились 123 ученика (99 мальчиков, 24 девочки). В 1920 в селе начала работу трудовая школа. В 1923 году в ней преподавали пять предметов: родную речь, арифметику, природоведение, культуроведение и политведение, в школе было 83 учебника (из них 58 — на украинском языке), три географические карты и два глобуса, общее количество книг в библиотеке составляло 252 (из них 24 — на украинском языке), работал один учитель — М. С. Холявко, школу посещали 184 ученика, из них 110 мальчиков и 74 девочки, обучение велось на украинском языке, классная комната была одна, размер школьного земельного надела составлял 5 десятин. В 1924—1925 учебном году в школе занимались 146 учеников в трёх группах (дети имели собственные учебники), работали три учителя: Ю. И. Киселёв, М. С. Холявко, А. А. Степанова. В школе были парты на 130 учеников, 3 классных доски, 2 карты, 4 рисунка по географии, 16 по природоведению, 2 глобуса, действовали кружки: хоровой, литературный, художественный, которые посещали 50 учеников (23 мальчика и 27 девочек). Топливом школа была обеспечена на 50 %, на средства сельсовета был проведён небольшой ремонт. В 1925—1926 учебном году в школе преподавали четыре учителя, занималось 125 учеников (количество основных групп — 4), при школе действовал ликбез. В настоящее время в микрорайоне работают Детский сад № 99 и Средняя школа № 24.

## Общество

### Религия

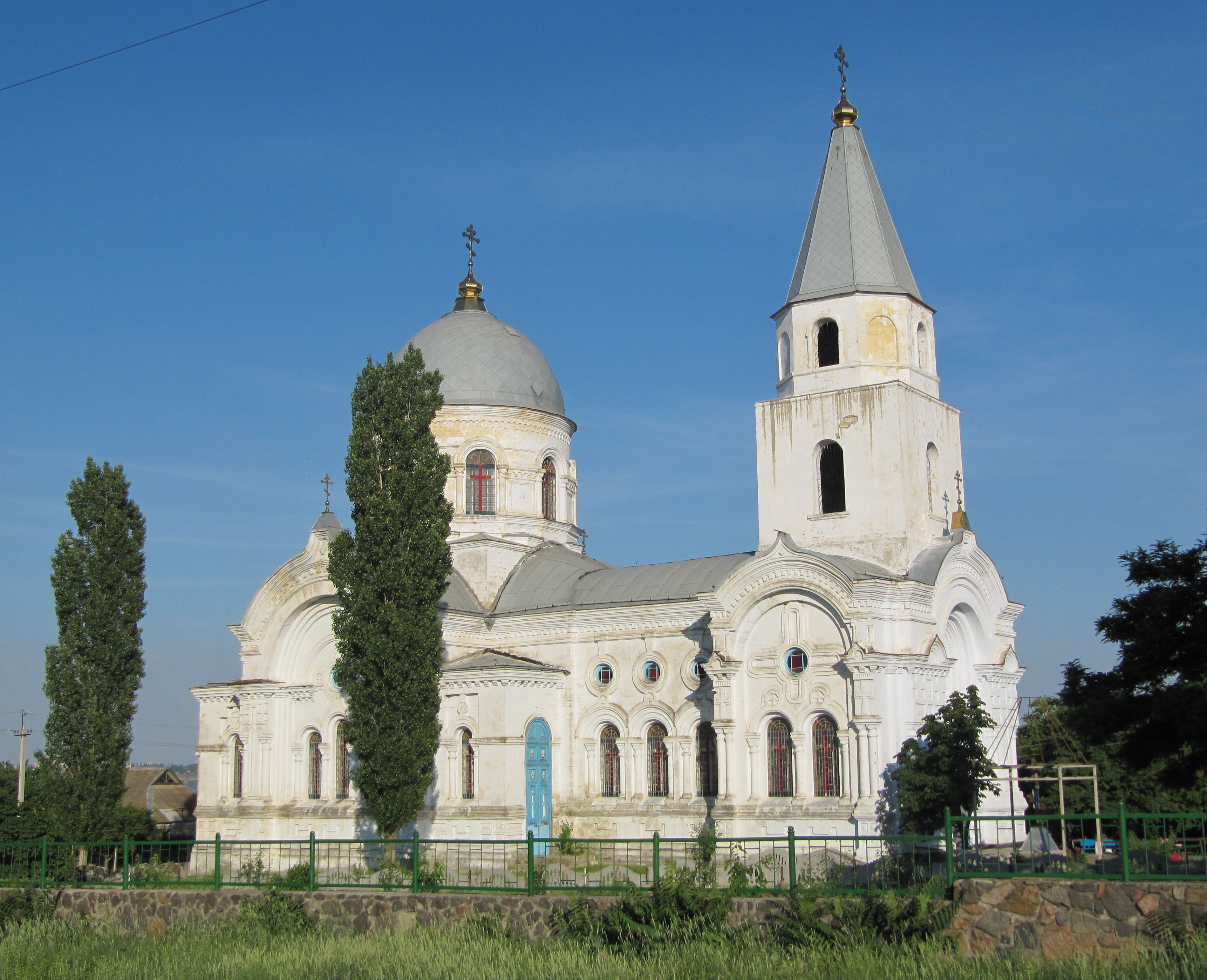
Петропавловская церковь в Матвеевке

В микрорайоне функционирует приход с храмом Святых апостолов Петра и Павла, принадлежащий Николаевской епархии Московского патриархата. Также в микрорайоне работают баптистская церковь «Источник Жизни» и церковь Христиан-Адвентистов Седьмого Дня.
Современный храм Петра и Павла был построен в 1914 году. После Октябрьской революции здание церкви использовалось в качестве сельского клуба. В годы немецкой оккупации храм снова был занят религиозной общиной Матвеевки. Церковь находилась на территории школы, включавшей три школьных корпуса. Иногда церковные богослужения происходили во время внешкольных занятий учеников. В 1964 году религиозная община села Матвеевка была снята с регистрации и здание церкви использовалось как школьный спортивный зал, позднее, как склад сыпучих продуктов, а после обвала пола, как пункт приёма стеклотары и вторсырья. В 1991 году церковь возобновляет свою работу.

### Здравоохранение
Медицинская отрасль микрорайона представлена Филиалом терапевтического отделения Николаевской городской больницы.

## Культура
При Матвеевском доме культуры действуют вокальный ансамбль «Камертон» и Народный хор «Червоняночка» — неоднократные лауреаты различных конкурсов. В микрорайоне работает библиоткка-филиал № 21 централизованной библиотечной системы для взрослых Николаева, при которой работает краеведческий музей. Работают музыкальная, художественная и танцевальная школы, бойцовский клуб и пр.

## Связь
В микрорайоне работает Отделение почтовой связи № 48.

## Внутренняя топонимика
Основная улица — Силикатная.
Также здесь расположены улицы: 1-я Набережная, Авиационная, Берёзовая, Болгарская, Бронзовая, Бугская, Бугского Казачества, Верхняя, Вишнёвая, Греческая, Грибоедова, Грушевского, Жуковского, Казака Матвея, Калиновая, Колхозная, Конева, Кочубея, Краснодонская, Крымская, Курчатова, Лесная, Луговая, Маршала Чуйкова, Матвеевская, Навальская, Ореховая, Отрадная, Перекопская, Песчаная 1-я, Песчаная 2-я, Полевая, Польская, Приречная, Рябиновая, Сибирская, Серебристая, Скифская, Хвойная;
переулки: Возрождения, Греческий, Дунаевского, Котельникова, Лунный (Месячный), Олимпийский, Онежского, Ореховый, Перспективный.

## Галерея

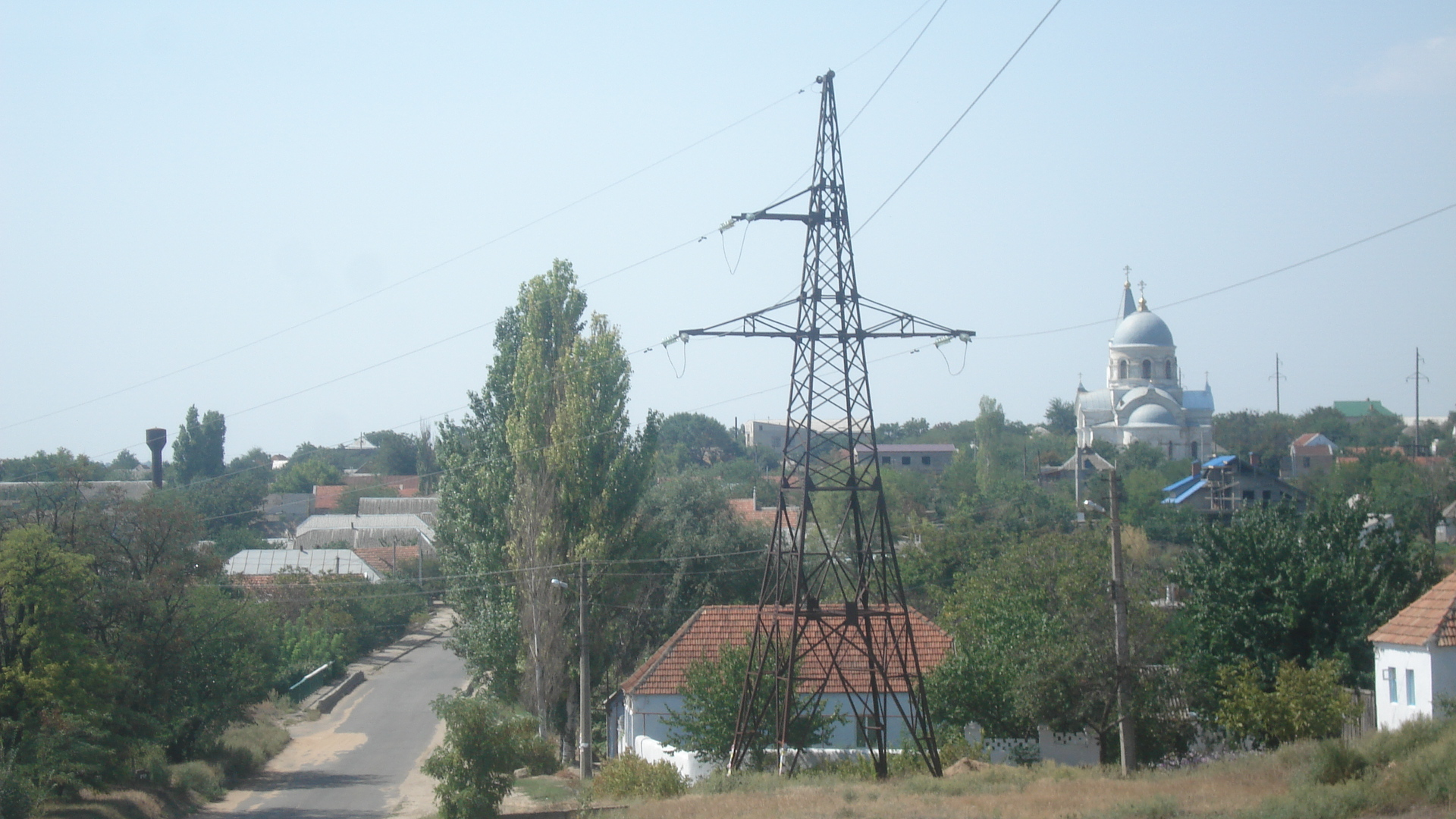
Вид на Сивирную с Польской
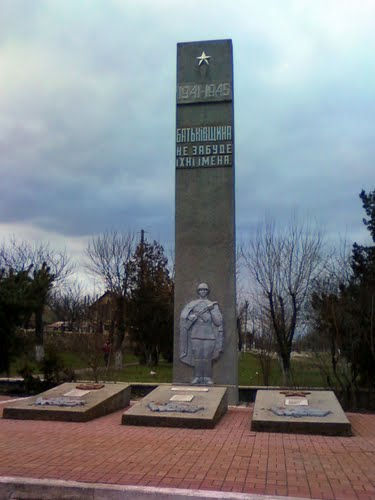
Мемориал воинам Великой Отечественной войны (до реконструкции 2018 года)